# Lublin Renaissance

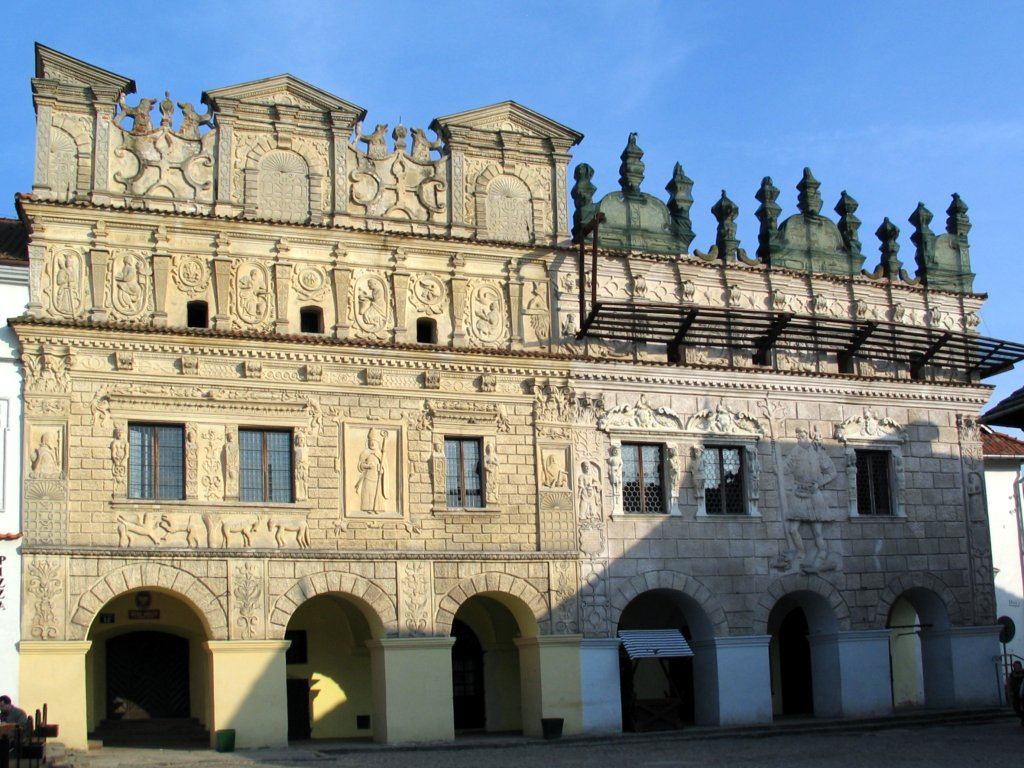
Những ngôi nhà chung cư ở thị trấn Kazimierz Dolny, Lublin

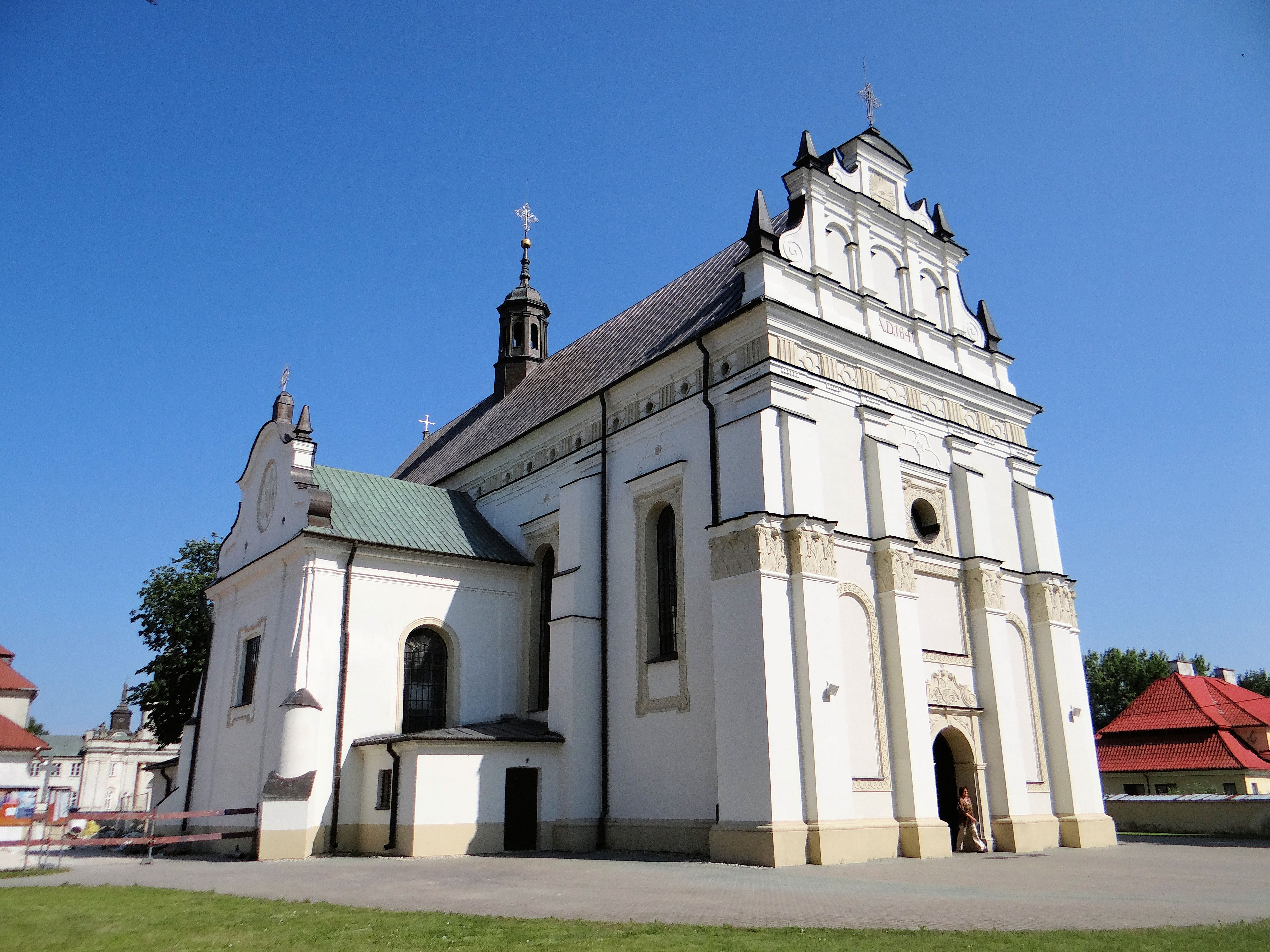
Nhà thờ Chúa Ba Ngôi ở Radzyń Podlaski

Lublin Renaissance, hay Kiểu Lublin (tiếng Ba Lan: Renesans lubelski) là một trong những trường phái kiến trúc nổi tiếng, gắn liền với các cơ sở tôn giáo thiêng liêng tại vùng Lublin, Ba Lan. Trường phái kiến trúc này bắt đầu phát triển vào cuối thế kỷ 16.
Vùng Lublin nổi tiếng với các di sản kiến trúc ấn tượng gắn liền với lịch sử phát triển kinh tế khu vực. Lublin là một trong những nhà xuất khẩu ngũ cốc chủ lực sang các nước Tây Âu, và nhanh chóng trở thành một vùng đất giàu có. Do đó, số lượng nhà thờ tăng lên đáng kể vào giai đoạn cuối thế kỷ 16 - đầu thế kỷ 17. Phần lớn các nhà thờ tại đây được các kiến trúc sư người Ý thiết kế. Theo thời gian, trường phái kiến trúc họ tạo ra tại địa phương nổi tiếng với cái tên "Lublin Renaissance" (tạm dịch: "Thời kỳ Phục hưng Lublin" hay "Kiểu Lublin") như ngày nay.
Điểm nổi bật của trường phái kiến trúc này là:
- Các cơ sở được xây theo trường phái này thường có phần chính điện lớn hơn nhiều so với các cơ sở thông thường.
- Lối đi có phần vòm hình bán nguyệt.
- Các cây cột được trang trí tinh xảo, phong phú.
- Nội thất và ngoại thất được tô điểm bằng nhiều họa tiết được làm từ vữa (xây dựng).

Trường phái kiến trúc này thể hiện rõ nhất qua các nhà thờ ở Lublin như: Nhà thờ Thánh Agnieszka, Nhà thờ Dominica (dòng Đa Minh), Nhà thờ Thánh Wojciech cùng nhiều nhà thờ khác.

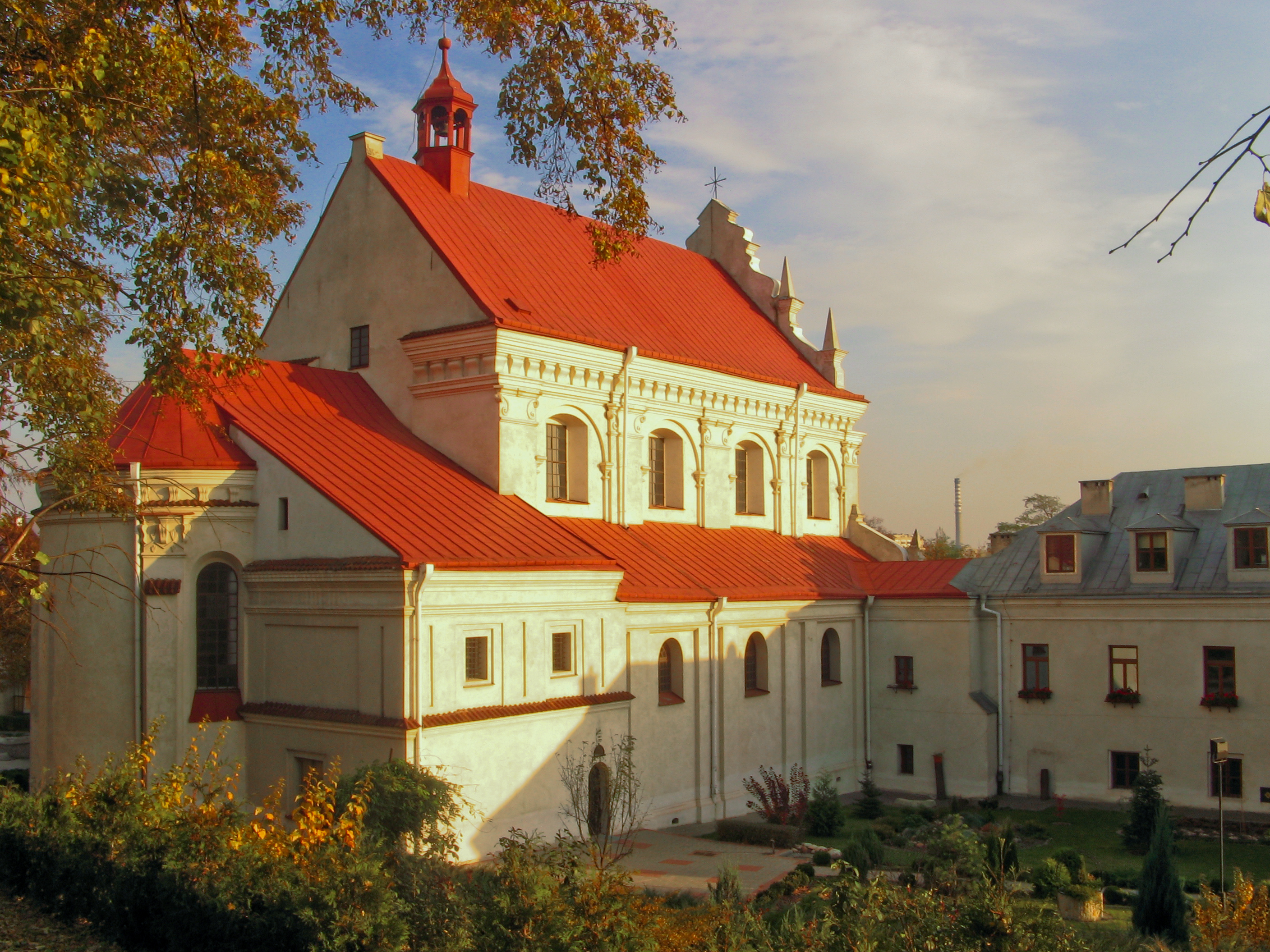
Nhà thờ Thánh Agnieszka
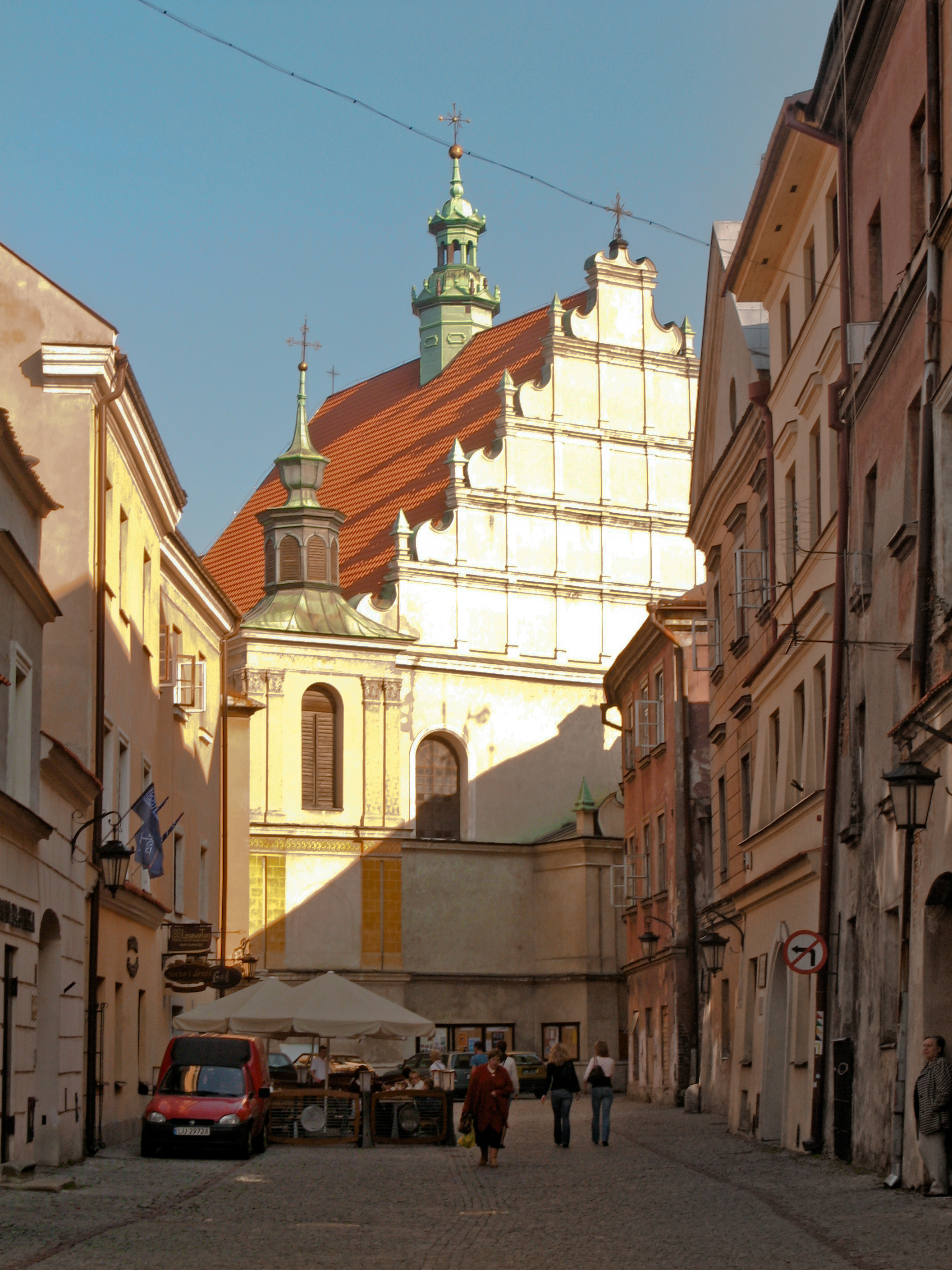
Nhà thờ Dominica (dòng Đa Minh)
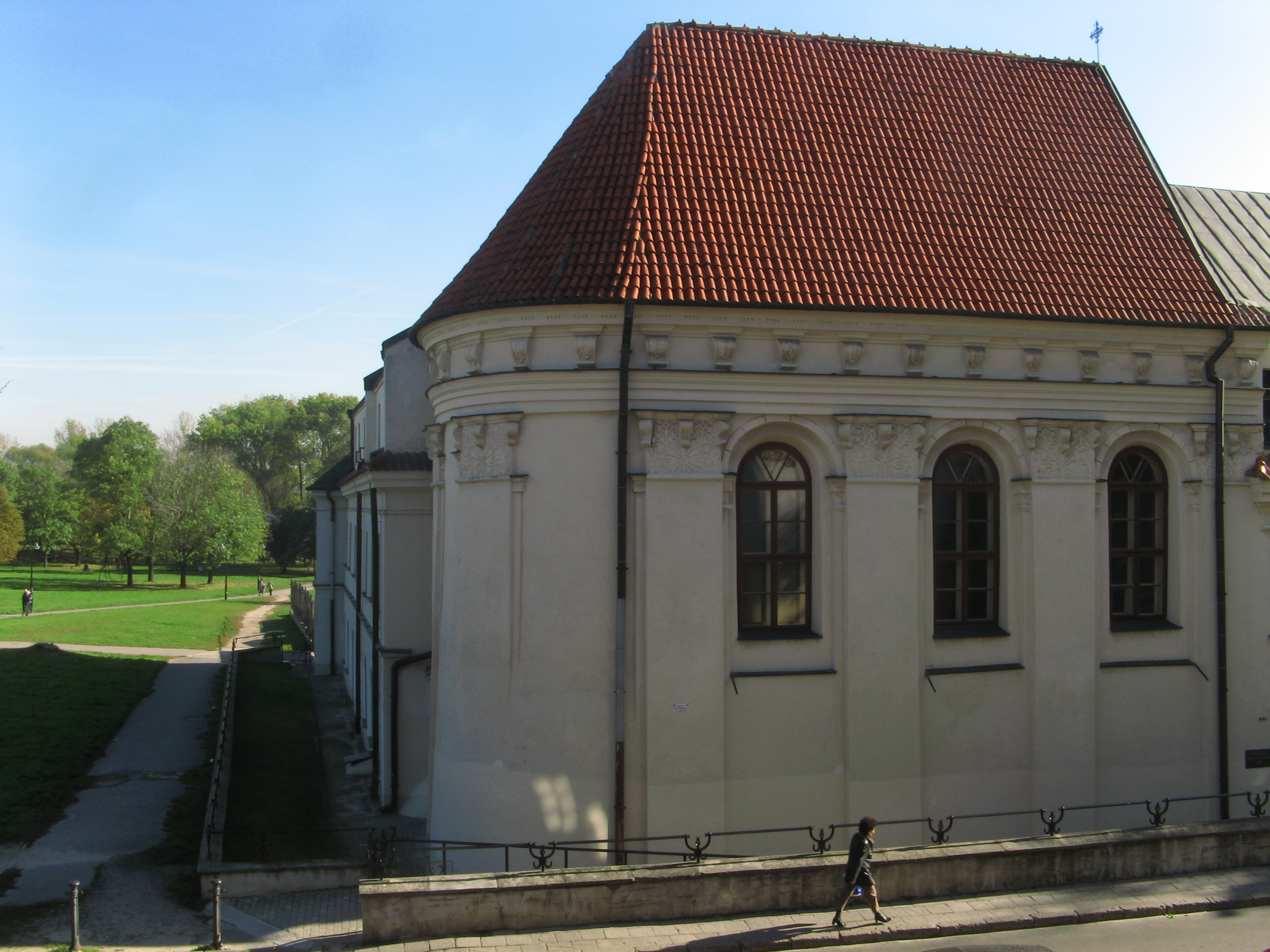
Nhà thờ Thánh Wojciech